# Dentobunus siamensis
Dentobunus siamensis is een hooiwagen uit de familie Sclerosomatidae.